# Ángel Castresana
Ángel Castresana del Val (Medina de Pomar, 29 februari 1972) is een voormalig Spaans wielrenner.

## Overwinningen
- 4e etappe Vuelta Ciclista al País Vasco (2001)
- 3e etappe Vuelta Ciclista a Burgos (2002)

## Resultaten in voornaamste wedstrijden
| Jaar | Ronde van Italië | Ronde van Frankrijk | Ronde van Spanje |
| ---- | ---------------- | ------------------- | ---------------- |
| 1998 |                  |                     | 24e              |
| 1999 |                  |                     | 59e              |
| 2001 |                  | 103e                |                  |
| 2003 |                  |                     |                  |
| 2005 |                  |                     |                  |
| 2006 |                  |                     |                  |

| Jaar | Ronde van Vlaanderen | Amstel Gold Race | Luik-Bast.‑Luik | Waalse Pijl |
| ---- | -------------------- | ---------------- | --------------- | ----------- |
| 1998 |                      |                  |                 |             |
| 1999 |                      |                  |                 |             |
| 2001 |                      |                  | 84e             | 18e         |
| 2003 |                      |                  | 46e             | 8e          |
| 2005 |                      | 87e              |                 |             |
| 2006 | 64e                  |                  |                 | 128e        |